# Етиен дьо ла Бом
Етиен дьо ла Бом (на френски: Etienne de la Baume), наричан още „Копелето от ла Бом“ е рицар и кръстоносец, участник в похода на граф Амадей VI Савойски срещу България.
Етиен дьо ла Бом е незаконен син на Етиен II дьо ла Бом, френски благородник от Дом дьо ла Бом. При създаването от граф Амедей VI Савойски на Ордена на Огърлицата, става един от първите петнадесет рицари. През 1366 г. дьо ла Бом е избран за един от предводителите на  Савойския кръстоносен поход, като получава от Зеления граф званието адмирал на флота. Отличава се в боевете срещу турците при крепостта Галиполи, където заедно с маршал Гаспар дьо Монмайор, командва един от трите отряда на кръстоносците. През 1373 г. участва в боевете за Асти, където обединените сили на граф Амадей и херцог Ото Тарентски принуждават армията на миланския дук Галеацо II Висконти да свали обсадата на града. 
През 1402 г. Етиен дьо ла Бом пише завещение, в което определя за свои наследници двете си дъщери. 

## Семейство
Етиен дьо ла Бом се жени за Франсоаз дьо Басен от която има две деца:
- Антоанет дьо ла Бом
- Изабел дьо ла Бом